# Leden 2007
1. ledna – pondělí
 Bulharsko a Rumunsko se staly 26., resp. 27. členem Evropské unie.
 Slovinsko zavedlo euro.
 Německo převzalo předsednictví Evropské unie.
 Ve Švýcarsku vstoupil v platnost zákon umožňující uzavření registrovaného partnerství párům stejného pohlaví.
 V pražském Klementinu padl teplotní rekord pro 1. leden, byla naměřena teplota 12,5 °C, což je o 0,1 °C více než dosavadní rekordní teplota z let 1860 a 1921.
2. ledna – úterý
 Státní rozpočet ČR v roce 2006 skončil schodkem 97,3 miliardy Kč, což je o 13,6 miliardy korun více, než původně schválila Sněmovna. Hospodaření Slovenska skončilo deficitem 31,7 miliardy Sk (asi 25,3 miliardy Kč) oproti původně očekávanému schodku až 57,5 miliardy Sk.
3. ledna – středa
 Silné podmořské zemětřesení přerušilo minimálně 6 velkokapacitních optických podmořských kabelů a problémy s internetovým a telefonním spojením již proto hlásí Čína, Japonsko, Tchaj-wan a Jižní Korea. Lze očekávat, že oprava uvedených škod potrvá minimálně týdny.
4. ledna – čtvrtek
 Do funkce fidžijského prezidenta byl znovu uveden Josefa Iloilo, svržený v na konci roku 2006 při vojenském převratu v zemi.
5. ledna – pátek
 Jeden z předních mužů organizace al-Káida Ajmán Zavahrí vyzval na internetu muslimy k podpoře militantní organizace Svaz islámských soudů v boji proti legitimní somálské vládě. Naopak při jednání diplomatů v Nairobi bylo rozhodnuto vyslat do Somálska mírové sbory a byla přislíbena i okamžitá finanční pomoc západních států, členů Africké unie i Ligy arabských států.
 Fidžijský prezident Josefa Iloilo jmenoval do funkce premiéra vůdce povstalců Franka Bainimaramu
6. ledna – sobota
 Slavnostní uvedení Stanisława Wielguse do čela varšavské arcidiecéze se mění v jednu z největších krizí polské katolické církve od pádu železné opony. Poté, co Wielgus v pátek nejprve popřel a posléze pod tíhou důkazů přiznal, že spolupracoval s polskou komunistickou státní policií, se množí požadavky řadových věřících na jeho odvolání. K výzvám k jeho odvolání či odstoupení se připojili i někteří polští biskupové a další oznámili, že se slavnostní inaugurace nezúčastní. Řada dalších biskupů však Wielguse hájí a obviňuje novináře, že pořádají hon na kněze a biskupy.
7. ledna – neděle
 Stanisław Wielgus rezignoval na úřad arcibiskupa varšavského. Jeho rezignace byla oznámena pouhou hodinu před zahájením jeho slavnostního uvedení do úřadu.
8. ledna – pondělí
 Dodávky ruské ropy ropovodem Družba byly zcela přerušeny. Důvodem jsou ekonomické neshody mezi Ruskem a Běloruskem, přes jehož území ropovod probíhá. Ruská strana chtěla Bělorusku ropu významně zdražit, to ji však začalo z ropovodu nelegálně odebírat v množství, překračujícím dohodnuté kvóty. Nejprve se výpadek dodávek projevil v Německu, Polsku a Maďarsku, ve večerních hodinách pak bylo oznámeno přerušení dodávek i do ČR. Česko má podle směrnic EU zajištěny zásoby této suroviny na 90 dnů, a lze proto očekávat, že se uvedené problémy podaří do tohoto termínu uspokojivě vyřešit.
9. ledna – úterý
 Prezident Václav Klaus jmenoval druhou vládu Mirka Topolánka, vytvořenou na základě koaliční dohody ODS (9 členů vlády), KDU-ČSL (5 členů) a SZ (4 členové). Nová vláda nahradila vládu ODS jmenovanou v září 2006, která nezískala důvěru sněmovny.
 Havarie tureckého dopravního letadla Antonov-26 nedaleko iráckého města Baládu měla za následek 34 mrtvých, většinou se jedná o turecké dělníky cestující za prací.
 Vojenské letectvo USA bombardovalo včera a dnes místa na jihu Somálska, při útocích bylo zabito přibližně 20 lidí. Údajně se jedná o útoky na příslušníky Svazu islámských soudců, kteří mají úzké vazby na teroristickou síť al-Káida, někteří se prý také přímo účastnili atentátů na velvyslanectví USA v Keni a Tanzanii.
10. ledna – středa
 Po zdlouhavém vyjednávání o ekonomických aspektech provozu ropovodu a cenách ropy s běloruskou stranou obnovila ruská společnost Transfněfť dodávky ropy pro řadu evropských zemí ropovodem Družba.
 Prezidentem Nikaraguy se stal Daniel Ortega.
 Ve věku 94 let zemřel v Ženevě italský filmový producent Carlo Ponti (* 11. prosince 1912 Magenta), jež se podílel např. na filmech Doktor Živago či Vojna a mír.
11. ledna – čtvrtek
 V Etiopii byl po dvanáctiletém procesu odsouzen k doživotí za zločiny proti lidskosti Mengistu Haile Mariam, marxistický diktátor v letech 1974–1991. Odsouzeny byly také desítky dalších představitelů jeho režimu. Do vězení Mengistu zřejmě nenastoupí, žije totiž v Zimbabwe pod ochranou prezidenta Roberta Mugabeho.
 Čína sestřelila pomocí balistické rakety středního doletu vypálené z pozemní základny dosluhující meteorologickou družici Feng Jün 1C ve výšce 865 kilometrů nad Zemí. Je to po více než dvaceti letech první zbraňová zkouška ve vesmíru. Zničený satelit se pravděpodobně pohyboval ve stejné výšce, jako některé americké špionážní družice. To by představovalo i nepřímé ohrožení obranného systému Spojených států. Raketová technologie, kterou Peking použil, není nová – svědčí ale o rostoucích možnostech a schopnostech čínských ozbrojených sil. Přesný objem investic do zbrojení přitom Čína úzkostlivě tají. Znepokojení nad testem vyjádřily kromě Japonska a USA i vlády Kanady a Austrálie.
12. ledna – pátek
 Série vichřic a silných bouří si v Evropě během dvou dnů vyžádala nejméně 10 obětí na lidských životech. Největší ztráty hlásí Irsko, kde je pohřešována rybářská loď se pěti rybáři na palubě. Na řadě míst došlo k dlouhodobým výpadkům dodávky elektrické energie, poraženými stromy a častými nehodami byly zablokovány celé úseky dálnic a důležitých silnic.
 Silná exploze v budově amerického velvyslanectví v řeckém hlavním městě Athénách byla způsobena raketovým teroristickým útokem. Při explozi nedošlo ke zraněním ani obětem na lidských životech.
13. ledna – sobota
 Dlouhotrvající nepříznivé počasí zapříčinilo ekologickou katastrofu u norského pobřeží. Menší kyperský tanker najel na pobřeží nedaleko města Bergen a během bouřlivé noci se prakticky rozpadl. Do moře z něj uniklo přibližně 300 tun ropy, kterou se nyní snaží odstranit z moře a pobřeží norští záchranáři.
14. ledna – neděle
 Symbol červeného krystalu byl oficiálně přijat jako symbol Mezinárodního hnutí Červeného kříže a Červeného půlměsíce chráněný Ženevskými konvencemi.
15. ledna – pondělí
 Největší záplavy za posledních 40 let postihly jih Malajsie. Nepřetržitě prší již 5. den a předpověď počasí nedává naději na brzký konec srážek. Doposud je hlášeno 15 obětí na životech, bylo evakuováno přes 100 000 lidí. Vláda uvažuje o vyhlášení stavu nouze v postižených oblastech. Jde přitom již o druhé záplavy v krátké době, prosincové záplavy si vyžádaly 17 lidských životů.
 Prezidentem Ekvádoru se stal Rafael Correa.
 Do ulic severokorejského hlavního města Pchjongjangu vjely nečekaně tanky a současně byly zmobilizovány jednotky prezidenta Kim Čong-ila. Světové zpravodajské agentury spekulují, zda se jedná o pokus o vojenský převrat nebo jde pouze o neohlášené armádní manévry.
 V Iráku byli popraveni zbylí dva odsouzení z procesu se Saddámem Husajnem – bývalý velitel irácké tajné služby Barzán Ibrahím al-Tikrítí a předseda revolučního tribunálu Avád Ahmad Bandár.
16. ledna – úterý
 Pumové atentáty v Bagdádu si během dne vyžádaly téměř 100 obětí. Nejvíce mrtvých mají na svědomí dva atentáty v bagdádské univerzitě, kdy bylo nejprve odpáleno auto plné výbušnin a následně pak sebevražedný atentátník odpálil nálož na svém těle v místě, kde studenti utíkali ze školy. Zahynulo celkem 60 studentů, přes sto dalších utrpělo zranění. Při bilanci roku 2006 bylo konstatováno, že v Iráku zahynulo v důsledku nepokojů přes 34 000 civilních obyvatel.
 V důsledku sněhových bouří a mrznoucích srážek, které již 4 dny sužují střed Spojených států, vyhlásil prezident George Bush ve státě Oklahoma výjimečný stav. Za poslední dny přišlo o život již 29 osob a na mnoha místech je dlouhodobě přerušena dodávka elektrického proudu.
17. ledna – středa
 Rozsáhlé požáry buše v jižní Austrálii zničily od konce loňského listopadu již 11 000 km2 porostů. V uplynulých dnech způsobily údery blesku další požáry a situaci se stále nedaří dostat pod kontrolu. Největší problémy zatím hlásí Melbourne, kde oheň na čas přerušil dodávky proudu pro více než 200 000 domácností. Situaci komplikují i velká vedra, která zvyšují odběr elektřiny častým zapínáním klimatizací.
18. ledna – čtvrtek
 Velkou část Evropy postihly velmi silné vichřice spojené s vydatnými srážkami, které si doposud vyžádaly 21 obětí na lidských životech. Nejvíce je postižena Velká Británie, kde zemřelo sedm lidí včetně dvouletého dítěte. V České republice je situace velmi vážná, doposud byla hlášena 3 úmrtí – hasiče na Českolipsku zabil padající strom a dvě osoby zahynuly ve Vestci nedaleko Prahy v autě, na které se v silném větru zřítil strom.
 Tým vědců dorazil na českou polární stanici Johanna Gregora Mendela na ostrově Jamese Rosse v Antarktidě. Celý komplex přečkal antarktickou zimu bez problémů a je plně funkční. Kvůli nepřízni počasí musel čekat tým 15 odborníků několik dní na odlet v jihoargentinském městě Rio Gallegos. Mendelova polární stanice zahájí oficiálně činnost 26. ledna.
19. ledna – pátek
 Bouře Kyrill má v Evropě na svědomí již 45 lidských životů. Škody způsobené silným větrem dosahují stamilionů eur, na mnoha místech byla přerušena železniční doprava, byly zrušeny stovky letů, došlo k mnoha dopravním nehodám, byly poškozeny linky vedení vysokého napětí elektrického proudu. V České republice byly zaznamenány již 4 oběti na lidských životech. V mnoha parametrech představuje orkán Kyrill historicky největší kalamitu způsobenou větrem. Bez elektrického proudu se ocitlo přes milion odběratelů, došlo k řadě železničních a silničních nehod a množství lesních polomů se odhaduje na průměr množství polomů za celý rok. Na Sněžce v Krkonoších byla zaznamenána historicky největší rychlost větru – 216 km/h.
 Po celodenním jednání odhlasovala Poslanecká sněmovna ČR důvěru vládě Mirka Topolánka. Umožnila to neúčast poslanců Miloše Melčáka a Michala Pohanky, kteří byli původně zvoleni za ČSSD, ale ten den ráno se s představiteli koalice dohodli, že budou vládu tolerovat. Poměr hlasů byl 100 ku 97 hlasů.
20. ledna – sobota
 Tříčlenné polární výpravě se podařilo pouze bez mechanické asistence vykonat 1760 kilometrů dlouhou cestu a dosáhla Pól nedostupnosti na Antarktidě. Nalezli zde sochu V. I. Lenina, kterou zde v roce 1958 zanechala sovětská expedice.
21. ledna – neděle
 Německá kancléřka Angela Merkelová jednala v Soči s ruským prezidentem Putinem. Poté, co Německo převzalo předsednictví EU, jedná Merkelová jako zástupkyně Evropské unie. Základním tématem jednání jsou podmínky dodávek ruské ropy na evropský trh, ale řeší se i otázky vývozu polského masa do Ruska, představy o budoucím statutu Kosova nebo vztahů s Izraelem.
 Odhad výše škod, způsobených orkánem Kyrill v Česku se zvýšil z původních 250–300 milionů Kč na téměř miliardu. Nadto lesy České republiky dále odhadují výši škod způsobenou polomy na přibližně 1,5 miliardy Kč.
 V předčasných srbských parlamentních volbách zvítězila s 29 % hlasů (81 mandátů z 250) nacionalistická Srbská radikální strana vedená Tomislavem Nikolićem. Většinu dostatečnou k sestavení vlády však získaly strany prosazující pokračování tržních reforem a přibližování k Evropské unii: Demokratická strana prezidenta Borise Tadiće – 22 % (65 mandátů), Demokratická strana Srbska premiéra Vojislava Koštunici – 17 % (47 mandátů) a strana G17 – 6 % (19 mandátů).
22. ledna – pondělí
 Irák zažil další den plný násilí. Na bagdádském tržišti byly odpáleny 2 bomby, které zabily nejméně 88 lidí a dalších 200 zranily. Celkem v pondělí na následky pumových atentátů v Iráku zahynulo přes 100 osob. Americká armáda zažila krvavý víkend, kdy ztratila 25 vojáků, z toho 12 po sobotním sestřelení vrtulníku UH-60 Black Hawk.
 Indie završila další etapu svého kosmického programu, při které v Indickém oceánu úspěšně přistál po jedenáctidenním pobytu na oběžné dráze návratový modul kosmické lodě o hmotnosti 1,5 tuny. Tento experiment je klíčový pro budoucí vyslání indického kosmonauta do vesmíru. Na rok 2008 plánuje Indie vyslání nepilotovaného letu k Měsíci i starty kosmických lodí s lidskou posádkou.
 Ve věku 94 let zemřel populární francouzský kněz, mnich a kazatel Abbé Pierre (* 5. srpna 1912 Lyon).
23. ledna – úterý
 Hnutí Hizballáh vyvolalo v Libanonu vlnu protestů proti vládě Fuáda Siniury, která vyvrcholila generální stávkou. V Bejrútu demonstranti zablokovali hlavní silnice, na kterých postavili barikády a zapálili pneumatiky. Proti demonstrantům byla nasazena armáda a následné střety si vyžádaly tři mrtvé a přes 100 zraněných.
 Ve Varšavě zemřel spisovatel a novinář Ryszard Kapuściński (* 4. března 1932).
 Japonským rybářům se podařilo odchytit unikátní exemplář prehistorického žraloka límcového (Chlamydoselachus anguineus), který je považován za žijící fosílii. V zajetí později uhynul.
24. ledna – středa
 Během celého dne téměř bez přestání sněžilo, dálnice D1 je v obou směrech neprůjezdná, stejně jako silnice I/38 mezi Jihlavou a Znojmem. Dále jsou neprůjezdné i tahy na Pelhřimov, Třebíč a další města. Po celý den bylo uzavřeno pražské letiště v Ruzyni, kde byl letecký provoz přerušen na celých 30 hodin. V nižších polohách napadlo asi 30 cm sněhu, v horských polohách i více.
 Po necelém týdnu ve vládě Mirka Topolánka rezignovala ministryně kultury Helena Třeštíková (KDU-ČSL). Důvodem je spor o jmenování náměstka ministerstva, ve kterém nebyl brán dostatečný ohled na přání ministryně Třeštíkové.
 V Portoriku zemřel nejstarší člověk na světě Emiliano Mercado del Toro (* 21. srpna 1891). Nejstarší osobou na světě se stala Emma Tillmanová z USA, která ovšem o pět dní později zemřela, a její místo zaujala Jone Minagawová z Japonska. Nejstarším mužem je Japonec Tomodži Tanabe.
25. ledna – čtvrtek
 Náhlý příchod mrazivého počasí a přívaly sněhu zkomplikovaly silniční dopravu v Německu, Polsku a ve Francii, kde zůstalo bez elektrického proudu přes 100 000 lidí. Na dálnicích a silnicích došlo ke stovkám dopravních nehod, nejvíce je hlášeno v Polsku, kde na zledovatělých silnicích zemřelo už 12 osob.
 Česká republika obdržela oficiální žádost USA o umístění radaru protiraketové základny v ČR. Radar by měl být umístěn do vojenského prostoru Jince na Příbramsku. Vláda ČR společně s Bezpečnostní radou státu bude nyní žádost posuzovat a odpoví během několika následujících týdnů. Proti základně ve střední Evropě minulý týden protestovali ruští vojenští činitelé, podle kterých zařízení ohrozí zájmy Ruské federace.
26. ledna – pátek
 Německá kancléřka Angela Merkelová přijela na krátkou pracovní návštěvu do ČR, kde se setkala s premiérem Mirkem Topolánkem a prezidentem Václavem Klausem. Tématem jednání bylo zajištění energetické bezpečnosti EU a v neposlední řadě i obnovení debaty o kontroverzní euroústavě.
27. ledna – sobota
 V Praze zemřela spisovatelka Iva Hercíková (* 2. listopadu 1935).
28. ledna – neděle
 Na zahradě své vily v Jevanech byl nalezen zastřelený hudební skladatel Karel Svoboda (* 19. prosince 1938). Byl manželem Venduly Svobodové a otcem tří dětí. Podle serveru idnes.cz spáchal sebevraždu.
 V East Hartford, Connecticut zemřela nejstarší osoba světa Emma Tillmanová (* 22. listopadu 1892). Světové prvenství udržela pouhé čtyři dny. Nejstarší ženou světa se stala Jone Minagawová z Japonska.
29. ledna – pondělí
 Po dlouhé nemoci dnes zemřel sólista baletu Národního divadla Jaromír Petřík (* 1931).
Na vrcholné schůzce Africké unie v Addis Abebě byl novým předsedou organizace zvolen ghanský prezident John Kufuor. Súdánský prezident Omar-al-Bašír nebyl, stejně jako vloni, shledán vhodným kandidátem vzhledem k pokračující krizi v Dárfúru. Jednáním dominovala bezpečnostní témata, zejména situace v Súdánu a Somálsku, ačkoliv podle původní agendy měl být prostor věnován hlavně otázkám klimatických změn a vědeckého rozvoje.
 Premiérem Kyrgyzstánu se stal Azim Isabekov.
30. ledna – úterý
 V Hradci Králové po dlouhé nemoci zemřel Radek Hanykovics – Čech, který byl za pašování drog odsouzen na 50 let v thajském vězení. Trpěl onkologickým onemocněním plic.
 V Kalifornii zemřel americký spisovatel a scenárista Sydney Sheldon (* 11. února 1917). Podlehl zápalu plic.
Operační systém Windows Vista byl uvolněn k prodeji. Již několik hodin po uvedení na trh bylo objeveno několik bezpečnostních chyb.
31. ledna – středa
 Venezuelský parlament schválil zákon, který umožňuje prezidentovi Hugo Chávezovi vládnout následujících 18 měsíců pomocí dekretů. Chávez zvítězil v loňských prosincových volbách a hodlá v zemi provést „socialistickou revoluci“.
Na komerčním mořském kosmodromu Sea Launch v Tichém oceánu došlo k havárii při startu rakety Zenit-3SL, která měla za cíl vynést na oběžnou dráhu komerční komunikační satelit. Nedošlo přitom ke zranění osob, stav startovací plošiny je však nejasný.